# 新潟大学商業短期大学部
新潟大学商業短期大学部（にいがただいがくしょうぎょうたんきだいがくぶ、英語: Junior College of Commerce, Niigata University）は、新潟県新潟市旭町通2番町746に本部を置いていた日本の国立大学である。1959年に設置され、1998年に廃止された。大学の略称は新大商短。

## 概要

### 大学全体
- 新潟県新潟市[注釈 2]に所在し日本の国立短期大学で、併設元は新潟大学[3]。
- 1959年に開学[4]、当初は1学科、 入学定員80名体制[5]。1978年度より学科の改組を行い[6]1学科2専攻、入学総定員100名体制となる。短期大学の長は新潟大学長が兼務し学部長(教授)は存在せず主事(教授)が置かれていた。
- 1994年度の入学生を最後に[注釈 3]、1998年に短期大学としての使命を終える[9]。

### 教育および研究
- 新潟大学商業短期大学部は簿記会計と経済や経営分析に関する教育が主たるものとなっていた。

### 学風および特色
- 新潟大学商業短期大学部は、勤労の傍らで学業に勤しむ人々のために大学教育を開放しようというねらいから夜間部(3年制)のみ設置されていた。
- 教員は　会計学や統計学/経営学/ロシア語など特徴ある教員が所属し商業短期大学部助教授だった菅原陽心(経済学博士・東京大学)新潟大学教授がマルクス経済学を教え、経済学部教授だった秋葉弘哉Ph.D.(早稲田大学名誉教授)が近代経済学を教えていた。

## 沿革
- 1959年
  - 4月1日 新潟大学商業短期大学部が以下の学科体制にて開学する[10]。
    - 商業学科第二部  入学定員80名

  - 5月1日 学生数[11]/定員
    - 商業学科第二部 80[注 2]/80
- 1978年
  - 4月1日 商業学科を商経学科に学科名変更し、かつ専攻分離された上で入学定員も80→100に変更される[12]。
    - 経済専攻 入学定員60名
    - 企業経営専攻 入学定員40名

  - 5月1日 学生数[13]/定員
    - 商経学科第二部 100[注 3]/100
    - 商業学科第二部 175[注 4]/160
- 1992年
  - 5月1日 学生数[14]/入学定員
    - 商経学科第二部 314[注 5]/300
- 1994年
  - 4月1日 この年度で最後の学生募集となる[注釈 3]。
  - 5月1日 学生数[15]/入学定員
    - 商経学科第二部 321[注 6]/300
- 1995年
  - 5月1日 学生数[16]/入学定員
    - 商経学科第二部 205[注 7]/200
- 1996年
  - 5月1日 学生数[17]/入学定員
    - 商経学科第二部 98[注 8]/100
- 1997年
  - 5月1日 学生数[18]/入学定員
    - 商経学科第二部 2[注 9]/-
- 1998年
  - 3月31日 左記をもって正式に廃止[9]。

## 基礎データ

### 所在地
- 新潟県新潟市旭町通2番町746[注釈 1]

### 象徴
- 新潟大学商業短期大学部のカレッジマークは新潟大学と同じものを使用していた。

## 教育および研究

### 組織

#### 学科[注 10]
- 商経学科第二部 入学定員100名
  - 経済専攻   入学定員60名
  - 企業経営専攻 入学定員40名

#### 専攻科
- なし

#### 別科
- なし

### 研究
- 『新潟大学商学論集』[20]。

## 学生生活

### 部活動・クラブ活動・サークル活動
- 新潟大学商業短期大学部で活動していたクラブ活動：山岳・バレーボールなどのクラブ団体があった[21]。

## 大学関係者と組織

### 大学関係者一覧
歴代学長
- 北村四郎
- 猪初男

#### 出身者
- 田村貢

## 施設

### キャンパス
- 新潟大学医療技術短期大学部とキャンパスを共同使用していた。(旧新潟大学教育学部本校校舎)

## 対外関係

### 系列校
- 新潟大学
- 新潟大学医療技術短期大学部

## 卒業後の進路について

### 就職について
- 学生の一部には近隣の税務署初級職職員が在籍し開学当時は新潟大学が五十嵐キャンパスに移転する前でもあり初級職新潟大学事務職員が在学していた。消防士や郵便局員なども在学し、卒業後は職を継続する人もいたが一般企業に就職するものも多数いた。都内4年制大学への進学者も少数存在する。

### 編入学・進学実績
- 新潟大学への編入学制度があった。